# مارتن جيمس بارتليت
مارتن جيمس بارتليت (بالإنجليزية: Martin James Bartlett)‏ هو موسيقي بريطاني، ولد في 20 يوليو 1996.

## وصلات خارجية
- الموقع الرسمي
- مارتن جيمس بارتليت على موقع ميوزك برينز (الإنجليزية)